# 张文庆
张文庆（?—1784年），回族，通渭草芽沟人，马明心妻侄。清朝甘肃、宁夏穆斯林起义领导人之一。

## 起义背景
乾隆四十六年(1781年)苏四十三起义，没有参加起义的马明心被清廷处决，随后苏四十三领导的哲合忍耶派穆斯林起义失败，清朝屠杀起义者不下千人，对撒拉族人实行高压政策，限制各族穆斯林宗教活动，陕西提督自西安移驻固原，固原总兵移防河州，加强弹压，下令对“通省新教(即哲合忍耶派)回民密行查办，断绝根株”，捕杀迫害教民，地方官以“办善后”（即肃清回逆反叛之余孽）为由，在各地设立乡约制度。地方官按照朝廷“即从严多办,亦不为过”的旨意，继续“立法严办”，大量诛连无辜，搜杀发遣八百余人。各州县“查治新教余党，吏胃肆骚”，致使回民处在极端恐怖之中。河州官吏出示：“不许回民从习新教，脱鞋念经，令各出具甘结”。马来迟之孙马五一本来奉行其祖父所传老教，不愿出具甘结，官吏在其家中搜出《明沙经》一部，便将马五一发遣琼南百色烟瘴地方，后在长沙途中被杀害。清政府的行为激起当地穆斯林强烈不满，田五以“为马明心报仇”、反对“剿洗回民”、“洗灭新教”作口号，密谋起义。张文庆追随田五成为首领之一。
1784年（乾隆四十八年），因事情败露，田五提前起义，结果中枪阵亡。乾隆帝颇为得意，自认为：“逆回首犯业经就戮，其余匪自成瓦解之势，即使逃窜他处，亦不过苟延残喘，无难克日就擒，此时自可无需多兵徒滋烦扰”

## 起义过程
乾隆帝在李侍尧的奏章中指出：“可见新教煽惑人心，牢不可破，必当净绝根株，勿留余孽”，当即命调西安、甘州及宁夏各处清军四路进剿堵截。李可魁率余部义军由安定马家堡撤离，前往伏羌与张文庆部义军顺利会合，使围剿的清军扑空。义军五月初五日，在马家堡等处举旗起义，推张文庆为首，马四娃为副，李可魁、马胡子为先锋继续同清军作战，义军及眷属集中于石峰堡。李侍尧逗留靖远，藉审讯余党为名，不亲赴督剿；刚塔又误用贼谋，向导官兵于无贼之地，故贼益炽，刚塔中起义军箭伤。乾隆帝严饬李侍尧、刚塔、俞金鳌、图桑阿等人追剿不利，命尚书福康安统领侍卫大臣海兰察带巴图鲁侍卫、章京等驰驿前往，福康安等未到之前，由正蓝旗蒙古副都统伍岱总理一切，所有领兵大臣、官员均听其节制调度。五月初八，张文庆派杨填四、马尚德等率千余人，从靖远渡黄河进攻通渭县城，十一日破之，县典史温模自缢，知县王慺仓皇逃匿。义军烧毁县衙、城隍庙、民铺十余处，抢劫银库，打开监狱放走囚犯。西安副都统明善，率兵一千二百人由静宁来攻，长驱深入，十二日在高庙山与义军遭遇，被全部歼灭，明善被擒，绑在堡内高杆上，悬挂三日，乱箭穿身。十九日起义军围攻伏羌县城不克，遂走秦安莲花城等地。义军增至近万人，乾隆闻报大怒，以李侍尧未能亲赴军前调度为由将其革职，暂时留甘省带罪效力，陕甘总督员缺改由福康安补授，刚塔也因在马家堡堵截义军失利被革职拿问，解交刑部治罪。此外，乾隆还命大学士阿桂领健锐火器营二千前往甘肃，会同福康安办理军务。
义军遂以石峰堡为根据地，布防于伏羌（今甘谷）的鹿鹿山、静宁的底店山与隆德的蟠龙山，六月七日福康安部抵隆德，调各路清军10000名，先后攻陷蟠龙山、底店山和鹿鹿山，于十五日围攻石峰堡，大学士阿桂也在甘肃指挥。义军“齐心死拒”，后因被封锁围困，水源断绝，堡内断水多日的回民，忍受不了干渴的折磨，偷偷翻出堡墙来到山下河边引水时，被驻守在这里的清军一个个杀死。七月四日义军先将1500余名妇女幼童投出，然后奋力突围，牺牲千余人。次日，清军入堡，张文庆、马四娃、杨慎四、黄明阿訇等700余人被俘就义，李可魁阵亡。石峰堡陷落。
义军先后攻打盐茶、靖远、安定、会宁、伏羌、静宁、通渭、固原、隆德、秦安、华亭、庄浪、皋兰、平番等10余厅、州、县1200余村镇。从乾隆四十九年四月至七月，乾隆帝接连下旨156道，从京都、成都、川北、云南、阿拉善、宁夏、陕西、山西、河南、甘肃等地调官兵4万4千多人围剿起义军。

## 事后
清廷将田五、张文庆、马四娃、李可魁等人的眷属全部诛戮，石峰堡、底店等处回民子女四千余人，除赏给军营侍卫、章京、满洲兵丁及四川屯练官弁等一千九百余口外，所余二千余口，加上各州县搜出的义军子女五百余口，统计二千六百余人，发遣江宁、杭州、福州、广州等处，分赏给各省官员、兵丁为奴。张文庆、马四娃、李自党、杨填四、马文熹五人被清廷凌迟杀害，马良茂、马金玉、马建成被处斩。此次回民起义，被清军杀害及战死的回民人数粗略统计有：石峰堡被拿获杀害1400余人，底店被杀害1621人，被李侍尧拿获杀害476人，底店一战阵亡340余人，石峰堡一战阵亡1700余人，被各处搜山官兵拿获杀害1000余人，同伍岱、李侍尧、刚塔等于靖远、通渭、伏羌、云雾山、鹰窝石、狼山、打喇赤（今打拉池）堡等处交战阵亡1450余人，被陆续拿获即于军营杀害497人。此外，被李侍尧、刚塔等歼戮杀害回民妇女1000余人，被各州县拿获杀害1000余人。
清廷拆毁各地清真寺数十座。掠夺回民田产五万余亩。使得李侍尧原制定的《筹议甘肃善后事宜条款》也未能完全实施，哲合忍耶不仅继续得到传播，而且以后又有发展。
布政使王亶望“罪斩，籍其家”；勒尔谨、王廷赞亦均赐自尽，陕甘总督李侍尧论斩，甘肃提督刚塔谪戍伊犁。清廷还被迫“豁免甘肃积欠籽粮二百四十五万余石，折色银三十万两，以惠边氓。”